# Stephen Jordan
Stephen Robert Jordan (Warrington, Inglaterra, 6 de marzo de 1982) es un exfutbolista inglés que jugaba como defensa.

## Clubes
| Club                                | País       | Año       |
| ----------------------------------- | ---------- | --------- |
| Manchester City F. C.               | Inglaterra | 2000-2007 |
| Cambridge United F. C. (cedido)     | Inglaterra | 2002-2003 |
| Burnley F. C.                       | Inglaterra | 2007-2010 |
| Sheffield United F. C.              | Inglaterra | 2010-2011 |
| Huddersfield Town A. F. C. (cedido) | Inglaterra | 2011      |
| Rochdale A. F. C.                   | Inglaterra | 2011-2012 |
| Dunfermline Athletic F. C.          | Escocia    | 2012-2013 |
| Fleetwood Town F. C.                | Inglaterra | 2013-2016 |
| Chorley F. C.                       | Inglaterra | 2016-2019 |